# Lanzahita (ort i Spanien)
Lanzahita är en ort i Spanien.   Den ligger i provinsen Provincia de Ávila och regionen Kastilien och Leon, i den centrala delen av landet, 110 km väster om huvudstaden Madrid. Lanzahita ligger 454 meter över havet och antalet invånare är 993.
Terrängen runt Lanzahita är varierad.  Runt Lanzahita är det glesbefolkat, med 9 invånare per kvadratkilometer. Närmaste större samhälle är Arenas de San Pedro, 12,9 km väster om Lanzahita. Omgivningarna runt Lanzahita är huvudsakligen savann.